# Cistanche
Genre
Cistanche est un genre de plantes parasites, appartenant aux angiospermes eudicotylédones de la famille des Orobanchaceae.
Ce genre comprend 27 espèces holoparasites, sans chlorophylle, des régions arides de l'ancien monde, de l'Afrique du Nord à la Chine occidentale.

## Liste d'espèces
Selon Catalogue of Life (20 octobre 2014) :
- Cistanche afghanica
- Cistanche allochroa
- Cistanche ambigua
- Cistanche armena
- Cistanche calotropidis
- Cistanche christisonioides
- Cistanche deserticola
- Cistanche fissa
- Cistanche hybrida
- Cistanche lanzhouensis
- Cistanche laxiflora
- Cistanche mauritanica
- Cistanche mongolica
- Cistanche phelypaea
- Cistanche ridgewayana
- Cistanche rosea
- Cistanche salsa
- Cistanche sinensis
- Cistanche tubulosa
- Cistanche violacea

Selon GRIN (20 octobre 2014) :
- Cistanche deserticola Ma
- Cistanche salsa (C. A. Mey.) Beck
- Cistanche tubulosa (Schrenk) Wight

Selon ITIS (20 octobre 2014) :
- Cistanche deserticola Ma

## Liste des espèces et sous-espèces
Selon NCBI (20 octobre 2014) :
- Cistanche deserticola
- Cistanche phelypaea
  - sous-espèce Cistanche phelypaea subsp. lutea
  - sous-espèce Cistanche phelypaea subsp. phelypaea
- Cistanche salsa
- Cistanche sinensis
- Cistanche tubulosa
- Cistanche violacea

Selon The Plant List (20 octobre 2014) :
- Cistanche afghanica Gilli
- Cistanche ambigua (Bunge) Beck
- Cistanche calotropidis (Edgew.) Wight
- Cistanche carnosa Pax
- Cistanche christisonioides Beck
- Cistanche compacta (Viv.) Beck
- Cistanche deserticola Y.C.Ma
- Cistanche feddeana K.S.Hao
- Cistanche fissa (C.A.Mey.) Beck
- Cistanche flava (C.A.Mey.) Korsh.
- Cistanche hybrida Beck
- Cistanche jodostoma Butkov & Vved.
- Cistanche lanzhouensis Z.Y.Zhang
- Cistanche laxiflora Aitch. & Hemsl.
- Cistanche mauritanica (Coss. & Durieu) Beck
- Cistanche mongolica Beck
- Cistanche ningxiaensis D.Z.Ma & J.A.Duan
- Cistanche phelypaea (L.) Cout.
- Cistanche ridgewayana Aitch. & Hemsl.
- Cistanche rosea Baker
- Cistanche salsa (C.A.Mey.) Beck
- Cistanche sinensis Beck
- Cistanche speciosa Butkov
- Cistanche stenostachya Butkov
- Cistanche trivalvis (Trautv.) Beck
- Cistanche tubulosa (Schenk) Wight
- Cistanche violacea (Desf.) Hoffmanns. & Link

Selon Tropicos (20 octobre 2014) (Attention liste brute contenant possiblement des synonymes) :
- Cistanche afghanica Gilli
- Cistanche allochroa Chiov.
- Cistanche ambigua (Bunge) Beck
- Cistanche brunneri (Webb) Bég.
- Cistanche calotropidis Wight
- Cistanche carnosa Pax
- Cistanche christisonioides Beck
- Cistanche compacta Beck
- Cistanche deserticola Ma
- Cistanche feddeana K.S. Hao
- Cistanche fissa Beck
- Cistanche flava Korsh.
- Cistanche hesperugo (Webb) Beck
- Cistanche jodostoma Butk. & Vved.
- Cistanche lanzhouensis Zhi Y. Zhang
- Cistanche laxiflora Aitch. & Hemsl.
- Cistanche lusitanica J.A. Guim.
- Cistanche lutea (Desf.) Hoffmanns. & Link
- Cistanche mauritanica Beck
- Cistanche mongolica Beck
- Cistanche ningxiaensis D.Z. Ma & J.A. Duan
- Cistanche phelypaea (L.) Cout.
- Cistanche ridgewayana Aitch. & Hemsl.
- Cistanche rosea Baker
- Cistanche salsa (C.A. Mey.) Beck
- Cistanche senegalensis (Reut.) Beck
- Cistanche sinensis Beck
- Cistanche sintenisii Beck ex Bornm.
- Cistanche speciosa Butk.
- Cistanche stenostachya Butk.
- Cistanche tinctoria (Forssk.) Beck
- Cistanche trivalvis Beck
- Cistanche tubulosa (Schenk) Hook. f.
- Cistanche violacea Beck
- Cistanche × hybrida Beck